# Ottersthal
 Ottersthal (en alsacià Otterschdal) és un municipi francès, situat a la regió del Gran Est, al departament del Baix Rin. L'any 1999 tenia 786 habitants.
Forma part del cantó de Saverne, del districte de Saverne i de la Comunitat de comunes del Pays de Saverne.

## Demografia
| 1962 | 1968 | 1975 | 1982 | 1990 | 1999 |
| ---- | ---- | ---- | ---- | ---- | ---- |
| 567  | 632  | 818  | 815  | 759  | 786  |

## Administració
| Període | Identitat       | Partit |
| ------- | --------------- | ------ |
| 2001-   | Constant Bosser |        |